# Pasargada
Pasargada o Pasargadas (del griego Πασαργάδαι, procedente del persa پاسارگاد - Pāsārgād) fue la primera capital del Imperio aqueménida bajo Ciro el Grande que emprendió su construcción (559-530 a. C.); también es donde se encuentra su tumba. Fue una ciudad en la antigua Persia. Actualmente, es un yacimiento arqueológico ubicado al sur del actual Irán, en el condado de Pasargada, provincia de Fars, sobre una estribación oriental de los montes Zagros. Dista unos 100 km hacia el noreste de la actual ciudad de Shiraz, y unos 87 km al noreste de la que fue posterior capital aqueménida, Persépolis.
El sitio de Pasargada fue declarado Patrimonio de la Humanidad por la Unesco en el año 2004. Abarca una zona de protección de 160 ha y una zona de respeto de 7127 ha.

## Historia
Fue la primera capital de la dinastía aqueménida, llegando a ocupar unas 160 hectáreas en superficie. Fue perdiendo importancia como capital con la fundación de Persépolis, si bien su carácter de primera capital, unido al hecho de que en ella se ubicaba la sencilla tumba de Ciro II el Grande, el fundador del imperio aqueménida, la hizo un lugar digno de respeto que ha perdurado hasta ahora.
Pasargada estaba situada a 1900 m s. n. m. en el valle de Murgab. El río Pulvar riega este valle que está rodeado de montañas.
Ciro el Grande comenzó a construir la capital en el año 546 a. C. o más tarde; estaba inacabada cuando murió en batalla, en el 530 o 529 a. C.  Los restos de la tumba del hijo y sucesor de Ciro, Cambises II se han encontrado en Pasargada, cerca de la fortaleza de Toll-e Takht, e identificados en 2006.
Según Ctesias, durante la guerra de Ciro II contra Astiages, las mujeres y los niños persas se refugiaron en una montaña alta que se llamaba Pasargada. De creer a Ctesias, la ciudad habría recibido su nombre de la montaña.
Pasargada siguió siendo la capital del imperio aqueménida hasta que Cambises II la trasladó a Susa; más tarde, Darío fundó otra en Persépolis. El yacimiento arqueológico se extiende por 1,6 kilómetros cuadrados e incluye una estructura que habitualmente se cree que es el mausoleo de Ciro, la fortaleza de Toll-e Takht en lo alto de una colina cercana, y los restos de dos palacios reales y jardines. Los jardines persas de Pasargada constituyen el ejemplo más antiguo que se conoce del chahar bagh persa, o diseño de jardín cuádruple (véase Jardín persa).

### La tumba de Ciro

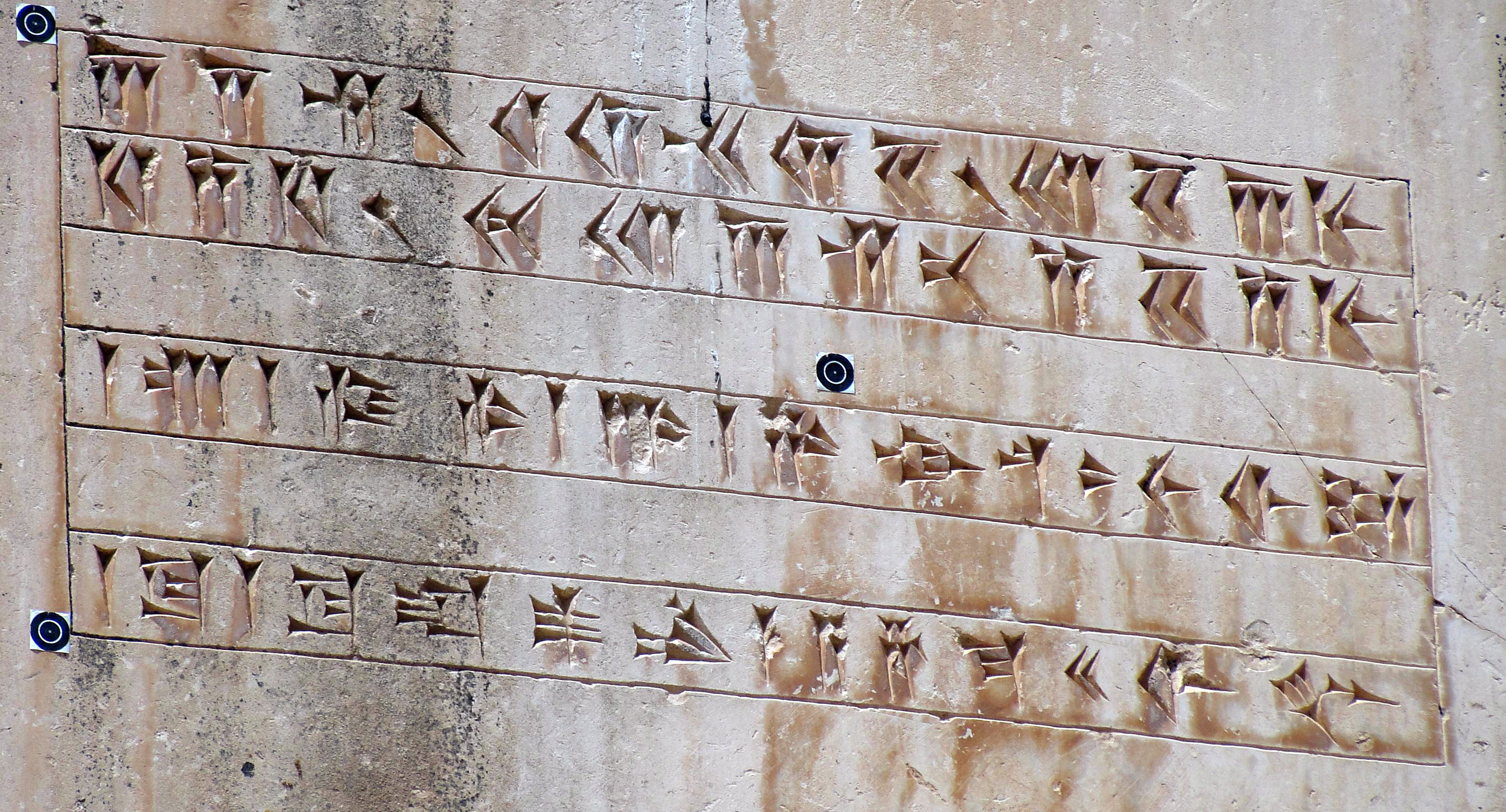
"Yo soy Ciro el rey, un aqueménida." En persa antiguo, elamita y acadio. Está tallado en una columna en Pasargada

El monumento más importante en Pasargada es la tumba de Ciro el grande. La tumba de Ciro es uno de los dos modelos de tumbas que existieron en el arte persa del periodo aqueménida. 
Se trata de una construcción en forma de edículo, con frontón y cubierta a dos aguas, relacionado con el arte griego de Asia Menor. El otro modelo es el de la tumba de Darío I en Naqsh-e Rostam, excavada en roca como los hipogeos egipcios.
Tiene seis escalones amplios que llevan al sepulcro, cuya cámara mide 3,17 m de largo por 2,11 m de ancho por 2,11 m de alto y tiene una entrada estrecha y baja. Aunque no hay ninguna evidencia firme que identifique esta tumba como la de Ciro, los historiadores griegos relataron que Alejandro Magno así lo creyó. Cuando Alejandro saqueó y destruyó Persépolis había visitado la tumba de Ciro. Flavio Arriano, escribiendo en el siglo II, documenta que Alejandro ordenó a Aristóbulo, uno de sus guerreros, que entrase en el monumento. Dentro encontró un lecho de oro, una mesa puesta con vasos, un féretro de oro, algunos ornamentos con piedras preciosas y una inscripción en la tumba. No queda rastro alguno de inscripción, y hay desacuerdo en lo que se refiere al contenido exacto del texto. Según Estrabón, decía:

Viandante, soy Ciro, quien dio a los persas un imperio, y fue rey de Asia.

Por lo tanto, no me tengas rencor por este monumento.

Otra variación, documentada en Persia: The Immortal Kingdom, es:

Oh, hombre, quien quiera que seas, vengas de donde vengas, soy Ciro, quien fundó el imperio de los persas.

No tengas rencor, pues, a esta poca tierra que cubre mi cuerpo.

El diseño de la tumba de Ciro se atribuye a los zigurats elamitas o mesopotámicos, pero la cella se atribuye usualmente a las tumbas Urartu de una época anterior. En particular, la tumba en Pasargada tiene casi las mismas dimensiones que la de Aliates II, padre del rey lidio Creso; sin embargo, algunos han rechazado esta pretensión (según Heródoto, Creso fue perdonado por Ciro cuando conquistó Lidia, y se convirtió en miembro de la corte de Ciro). La principal decoración en la tumba es un diseño en rosetón sobre la puerta dentro del gablete. En general, el arte y la arquitectura que se ha encontrado en Pasargada ejemplifica la síntesis persa de varias tradiciones, bebiendo en precedentes de Elam, Babilonia, Asiria, y el Antiguo Egipto, con el añadido de algunas influencias anatolias.

## Arqueología

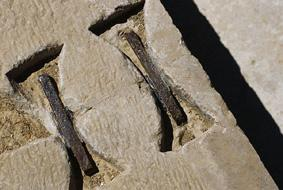
Grapa tipo cola de pato procedente de Pasargada

Esta primera capital del imperio aqueménida queda a 40 kilómetros de Persépolis, en lo que actualmente es la provincia de Fars de Irán.
Junto al mausoleo de Ciro, destacan además la terraza fortificada de Tall-e Takht y el conjunto arquitectónico palaciego formado por el pórtico de entrada, la sala de audiencias, los aposentos reales y los jardines, que constituyen no solo una muestra excepcional de la primera fase del arte y la arquitectura aqueménida, sino también un testimonio ejemplar de la civilización persa.
Fue el primer yacimiento arqueológicamente investigado por el arqueólogo alemán Ernst Herzfeld en 1905, y en una temporada de excavaciones en 1928, junto con su asistente Friedrich Krefter.  Desde 1946, los documentos originales, libros de notas, fotografías, fragmentos de pinturas murales y cerámica de las primeras excavaciones se conservan en la Galería Freer, Institución Smithsoniana, en Washington, D. C.  Después de Herzfeld, Aurel Stein completó el mapa del sitio de Pasargada en 1934.  En 1935, Erich F. Schmidt produjo una serie de fotografías aéreas de todo el complejo.
Desde 1949 hasta 1955, trabajó allí un equipo iraní liderado por Ali Sami.  Un equipo del Instituto Británico de Estudios Persas, liderado por David Stronach retomó las excavaciones entre 1961 y 1963. Fue en los años sesenta cuando se excavó un depósito conocido como el tesoro de Pasargada cerca de los cimientos del "Pabellón B" del yacimiento. Se remonta a los siglos V-IV a. C., y está formado por joyería aqueménida ornamentada, realizada con oro y piedras preciosas; actualmente se encuentra en el Museo Nacional de Irán  y el Museo Británico. Después de un lapso de tiempo, el trabajo fue retomado por la Organización del Patrimonio Cultural Iraní y la Maison de l'Orient et de la Méditerranée de la Universidad de Lyon en 2000.

## Galería de imágenes

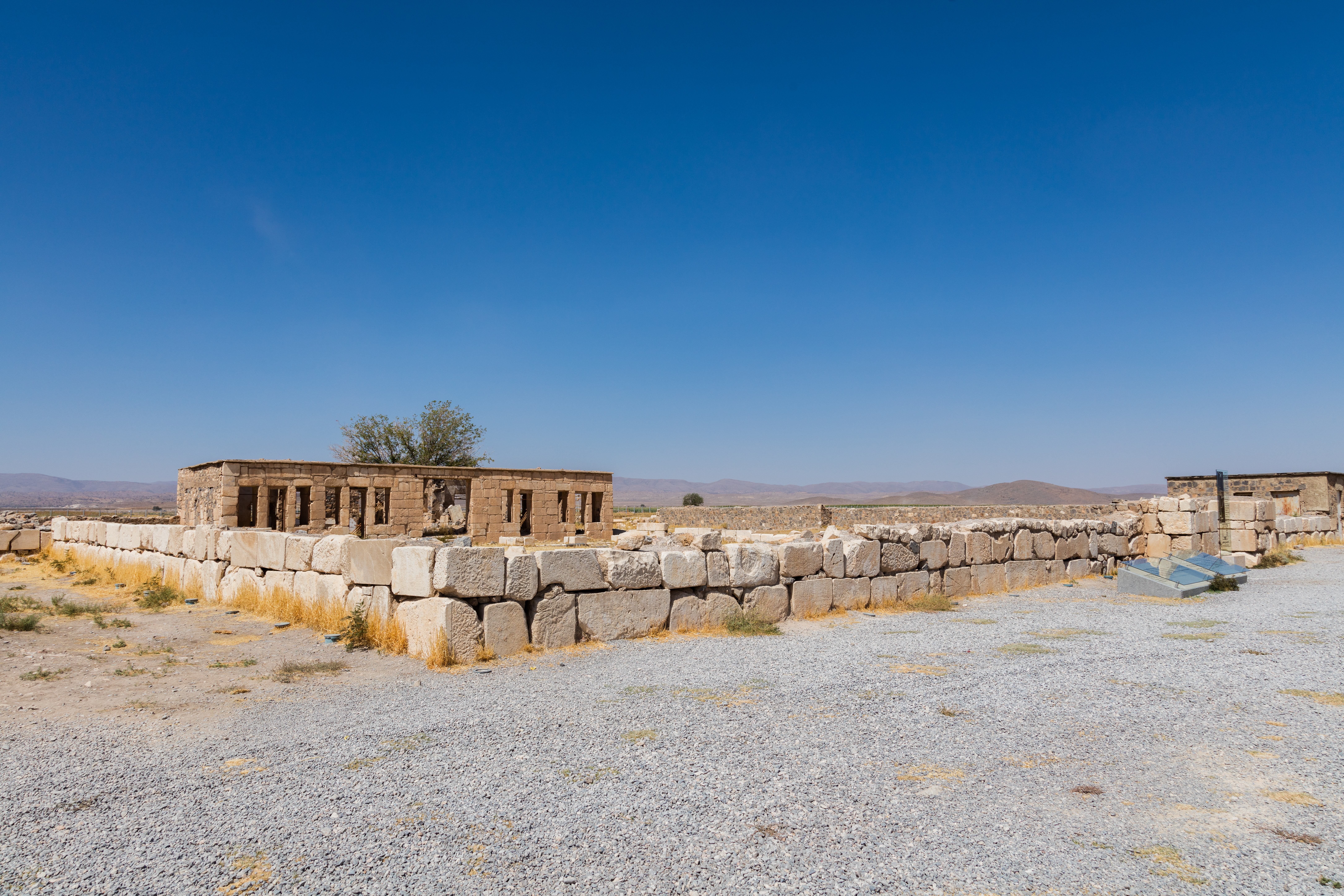
Caravasar.
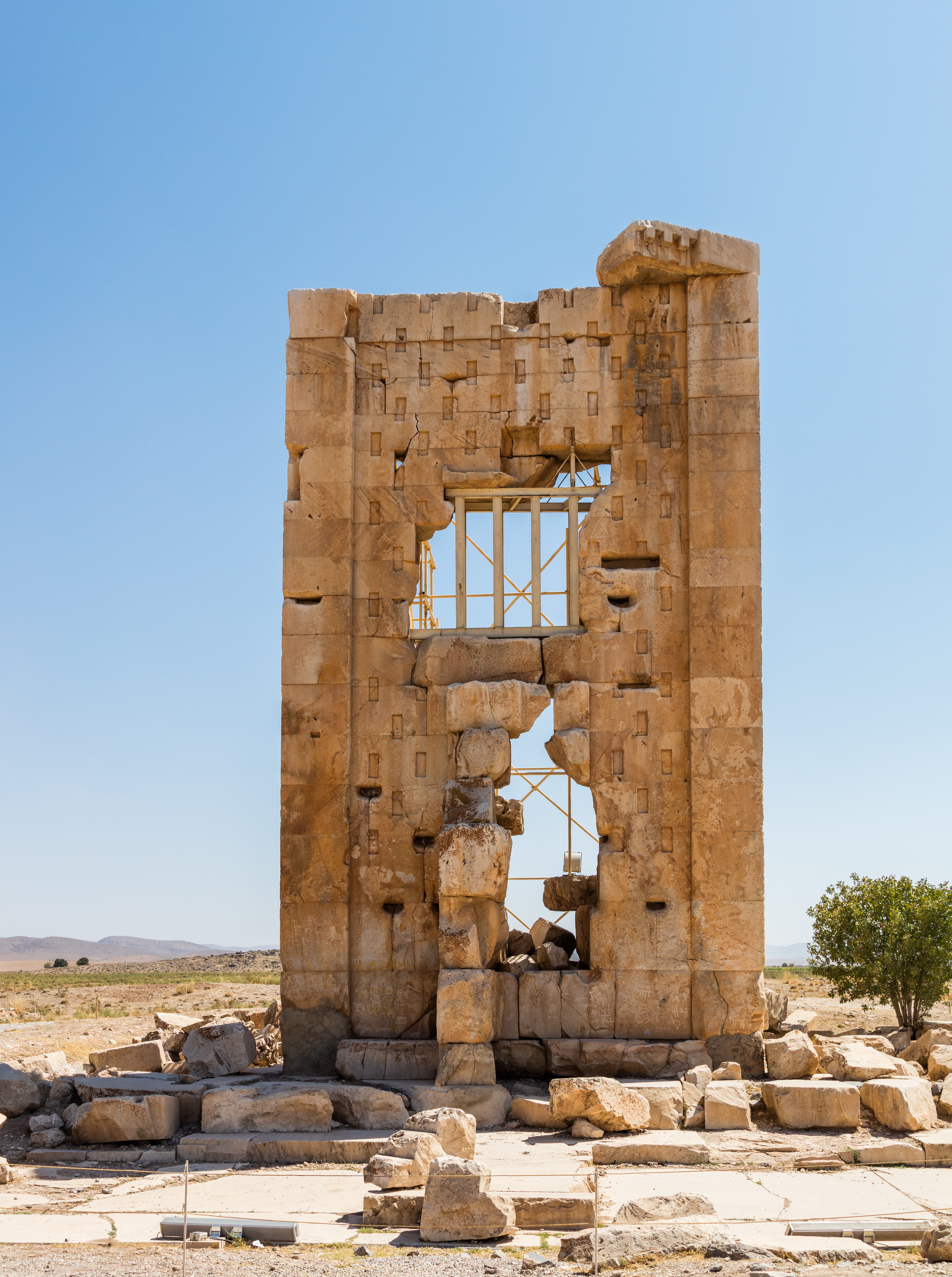
Prisión de Salomón.
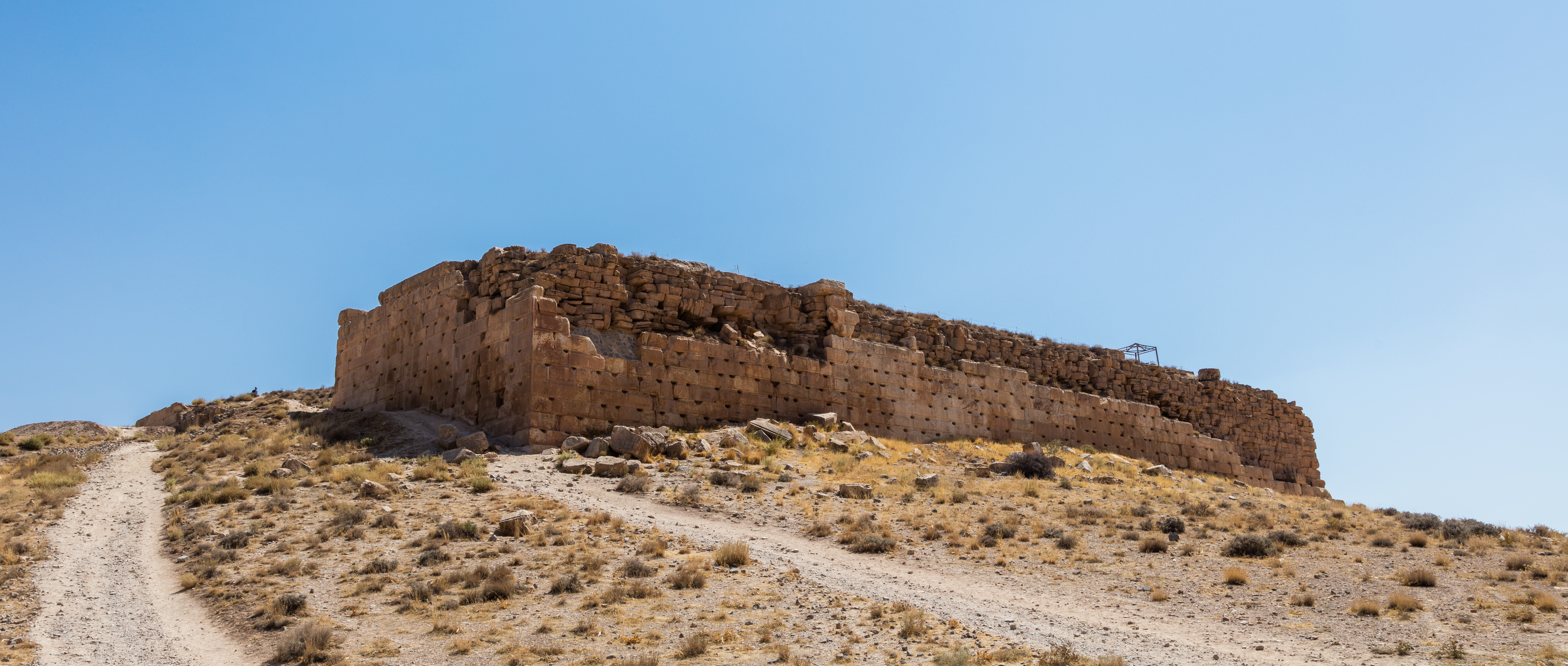
Ciudadela.
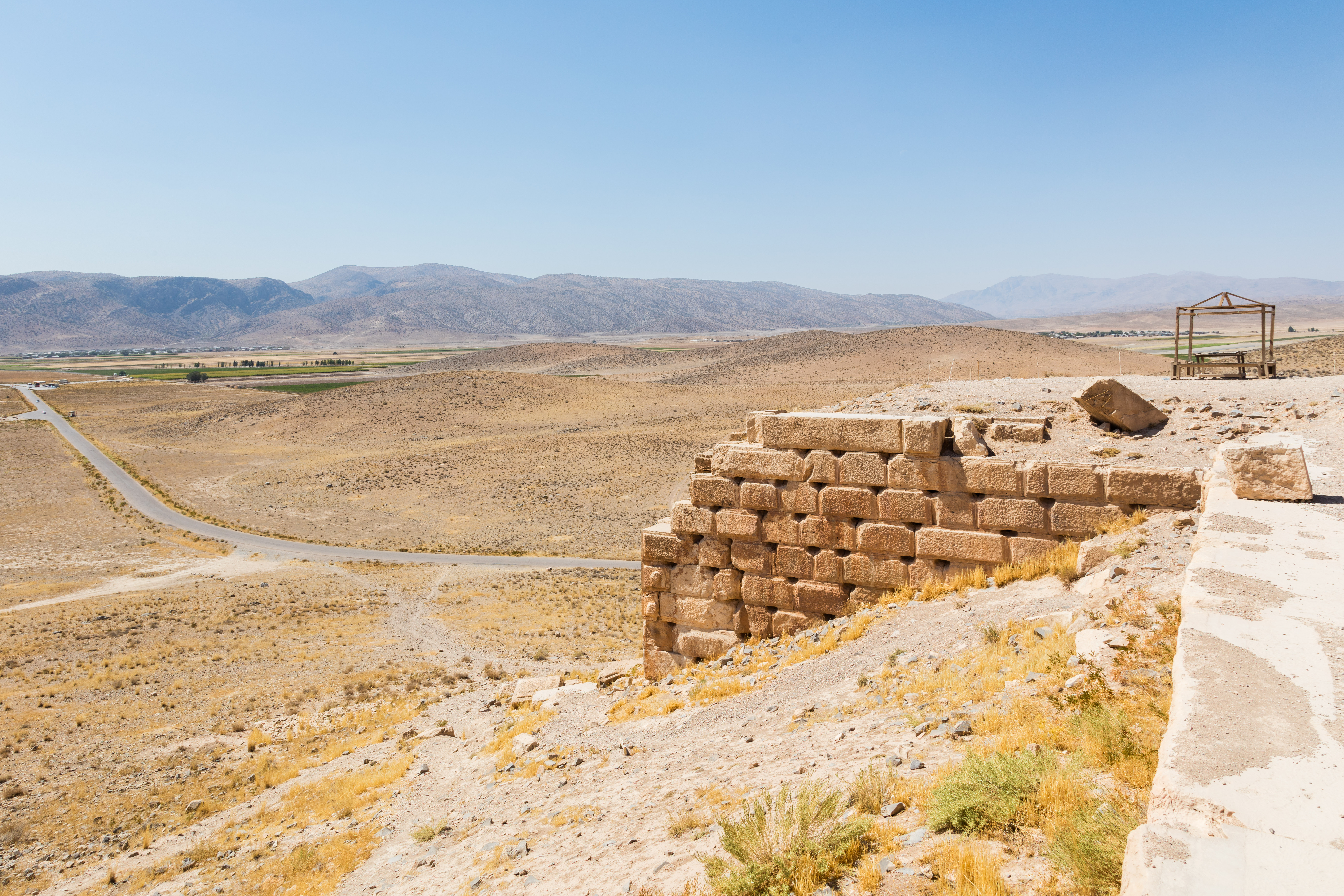
Vista desde la ciudadela.
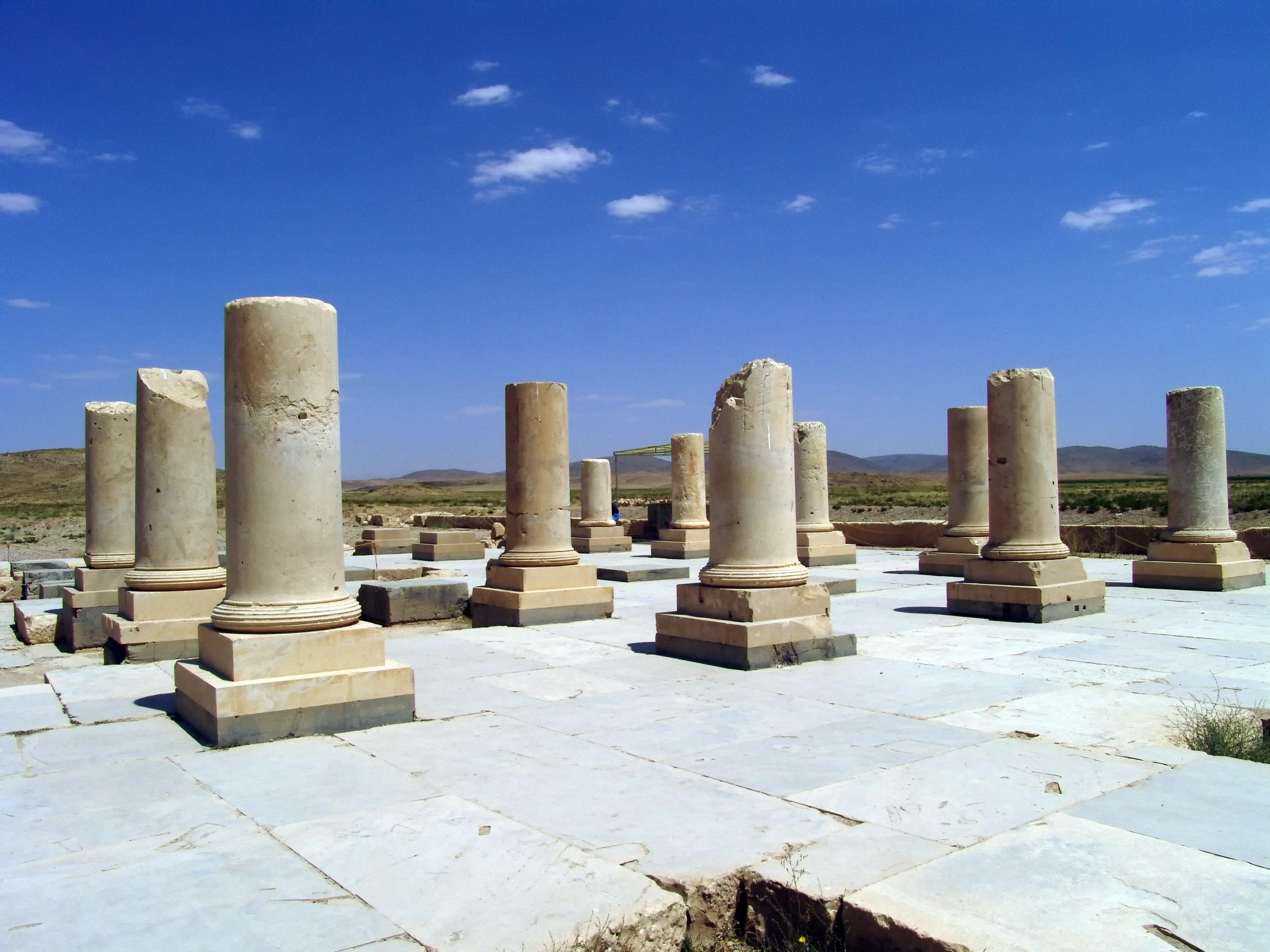
Sala de audiencias del palacio.
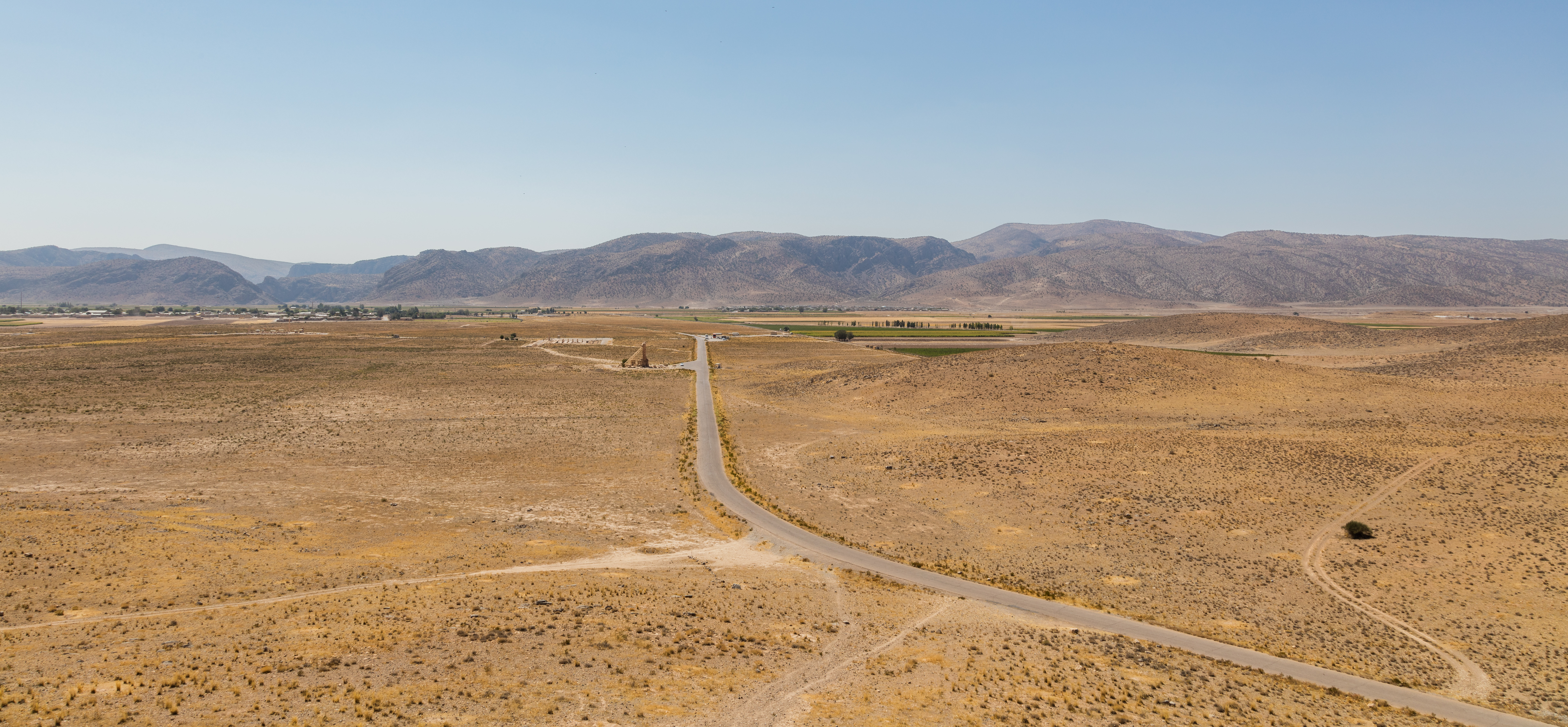
Vista desde la ciudadela.